# Вагхојзел
Вагхојзел (њем. Waghäusel) град је у њемачкој савезној држави Баден-Виртемберг. Једно је од 32 општинска средишта округа Карлсруе. Према процјени из 2010. у граду је живјело 20.548 становника. Посједује регионалну шифру (AGS) 8215106.

## Географски и демографски подаци
Вагхојзел се налази у савезној држави Баден-Виртемберг у округу Карлсруе. Град се налази на надморској висини од 104 метра. Површина општине износи 42,8 km². У самом граду је, према процјени из 2010. године, живјело 20.548 становника. Просјечна густина становништва износи 480 становника/km².